# Jerome S. Spevack
Jerome Saul Spevack (* 21. August 1918; † 25. Oktober 1999) war ein US-amerikanischer Wissenschaftler, Erfinder und Ingenieur, der 1943 im Rahmen des Manhattan-Projekts den Girdler-Sulfid-Prozess (engl. Dual Temperature Exchange Sulfide Process) entwickelte, der als kostengünstigstes Herstellungsverfahren von Schwerem Wasser gilt. Zeitgleich entwickelte der Chemiker Karl-Hermann Geib Anfang der 1940er Jahre das gleiche Verfahren, das auch als Geib-Spevack-Prozess bezeichnet wird.